# Trypocopris zaitzevi
Trypocopris zaitzevi is een keversoort uit de familie mesttorren (Geotrupidae). De wetenschappelijke naam van de soort werd in 1918 gepubliceerd door Olsoufieff.